# .sj
A .sj a Spitzbergák és a Jan Mayen-sziget internetes legfelső szintű tartomány kódja, melyet 1997-ben hoztak létre.